# Alan Shearer
Pour les articles homonymes, voir Shearer.
Alan Shearer, né le 13 août 1970 à Newcastle (Tyne and Wear), est un footballeur international anglais qui évoluait au poste d'attaquant.
Considéré comme l'un des meilleurs attaquants de sa génération et l'un des plus grands joueurs de l'histoire de la Premier League, il est le meilleur buteur de la Premier League avec 260 buts. Il est nommé joueur de l'année FWA de Premier League en 1994 et joueur de l'année PFA de Premier League en 1995 et 1997. En 1996, il termine troisième du Ballon d'or et troisième Joueur mondial de la FIFA. Il fait partie de la FIFA 100, une liste des plus grands footballeurs vivants, publiée en 2004 pour le centenaire de la Fédération internationale de football association (FIFA), signée par Pelé. Alan Shearer est intronisé au English Football Hall of Fame en 2004 et au Temple de la renommée de la Premier League en 2021. Shearer est commandeur de l'ordre de l'Empire britannique (CBE), sous-lieutenant de Northumberland, Freeman de Newcastle upon Tyne et docteur honoris causa en droit civil des universités de Northumbria et de Newcastle.
Il fait des débuts remarquables en étant le plus jeune joueur de l'histoire à réussir, à l'âge de dix-sept ans, un coup du chapeau avec Southampton FC. Il signe aux Blackburn Rovers, où il remporte le championnat d'Angleterre en 1995 puis dans son club de cœur, à Newcastle United où il est finaliste de la coupe d'Angleterre en 1998 et 1999 et devient le meilleur buteur de tous les temps avec un total de deux cent six buts inscrits.
Vainqueur du Tournoi de Toulon en 1991, il devient capitaine de la sélection nationale et inscrit trente buts en soixante-trois sélections et atteint les demi-finales de l'Euro 96, compétition où il reçoit le soulier d'or et est nommé dans l'équipe du tournoi.
Depuis sa retraite en tant que joueur en 2006, Shearer a travaillé comme expert de la télévision pour la BBC. En 2009, il a brièvement quitté son rôle à la BBC pour devenir le manager de Newcastle United lors des huit derniers matchs de la saison 2008-09, dans une tentative infructueuse de les sauver de la relégation.

## Biographie

### Jeunesse
Alan Shearer nait le 13 août 1970 à Newcastle upon Tyne, plus précisément à Gosforth, qui en constitue une périphérie ouvrière. Son père Alan, ouvrier en métallurgie, l'encourage dès son plus jeune âge à jouer au football. Il continue à le pratiquer tout au long de sa scolarité. Il grandit en jouant dans les clubs de son quartier, au poste de milieu de terrain. Très rapidement, il devient le capitaine de l'équipe de son école, The Newcastle city school, qu'il aide à gagner un tournoi de jeunes sur la pelouse de St James' Park, avant de rejoindre à l'adolescence l'équipe de Wallsend Boys. C'est à cette période qu'il est repéré par le recruteur de Southampton, Jack Hixon, qui le persuade de venir s'entraîner avec les équipes de jeunes du club durant un été. Finalement, il y reste et signe son premier contrat jeune en avril 1986. Auparavant, il avait fait des essais infructueux dans les clubs de West Bromwich Albion, Manchester City et Newcastle United.

### Débuts à Southampton (1986-1992)
Après deux années passées avec les équipes de jeunes du club, Shearer intègre le groupe professionnel. Il dispute son premier match en championnat le 26 mars 1988 à Chelsea. Deux semaines plus tard, à l'âge de 17 ans et 240 jours, il fait la une des journaux en inscrivant un triplé contre Arsenal, devenant le plus jeune joueur à réussir un coup du chapeau ; il bat ainsi le record vieux de trente ans détenu jusqu'ici par Jimmy Greaves. Il conclut cette première saison au plus haut niveau avec trois buts en cinq rencontres disputées. Il est alors récompensé par un premier contrat professionnel.
Malgré ces débuts remarquables, Alan Shearer, la saison suivante, n'apparaît qu'épisodiquement dans l'équipe, et ne joue qu'une dizaine de matchs, sans parvenir à marquer le moindre but. Positionné au poste d'avant-centre aux côtés de Rod Wallace et Matthew Le Tissier, il marque trois fois au cours de la saison 1989-1990, puis à quatre reprises en trente-six rencontres jouées l'année suivante. Ses bonnes performances sont récompensés par les supporters de Southampton, qui le désignent joueur de l'année en 1991.
Durant l'été 1991, Shearer fait partie de l'équipe d'Angleterre espoirs qui dispute le tournoi international de Toulon, en France. Il inscrit sept buts en quatre matchs. Au cours de la saison suivante, année qui le voit marquer treize buts en quarante-et-une rencontres avec les "Saints", il est appelé en équipe nationale A. Il marque pour ses débuts avec l'équipe d'Angleterre, et est alors fortement pressenti pour signer à Manchester United.
Lors de l'été 1992, Ian Branfoot, manager général de Southampton, accepte l'idée que le départ de Shearer pour un club plus réputé est inévitable. Finalement, l'attaquant est transféré au Blackburn Rovers en échange de David Speedie, qui fait le chemin inverse. Le montant de ce transfert est de 3,6 millions de livres, ce qui constitue alors un record pour le football anglais. Sous le maillot de Southampton, Shearer a disputé au total cent cinquante-huit matchs, et marqué quarante-trois buts.

### Révélation aux Blackburn Rovers (1992-1996)
Sa première saison sous le maillot des Blackburn Rovers est assez mitigée car il manque, à cause d'une rupture des ligaments croisés à l'occasion d'un match contre Leeds United en décembre 1992, la moitié des matchs. Il réalise cependant une première partie de championnat prometteuse, inscrivant seize buts en vingt-et-un matchs. Cette blessure est d'autant plus contraignante qu'elle arrive à un moment où il gagne ses galons de titulaire en équipe nationale. Il inscrit d'ailleurs son deuxième but avec l'équipe d'Angleterre en novembre face à la Turquie, dans le cadre des éliminatoires pour la Coupe du monde 1994.
De retour sur les terrains au début de la saison 1993-1994, Alan Shearer réussit une année exceptionnelle, marquant trente-et-un buts en quarante matchs de championnat. Il termine deuxième au classement des buteurs, derrière Andy Cole, l'attaquant de Newcastle United. Cette performance lui vaut d'être désigné meilleur joueur de l'année. La non-qualification de l'Angleterre pour le Mondial américain vient cependant ternir sa saison.
L'arrivée de Chris Sutton au début de la saison 1994-1995, en complément de Shearer, offre aux Blackburn Rovers une attaque redoutée dans tout le pays. Ce duo très prolixe contribue grandement à la conquête du titre de champion d'Angleterre de Blackburn : quinze réalisations pour Sutton et trente-quatre pour Shearer, soit son meilleur total sur une saison, qui fait de lui le meilleur buteur de la compétition. Lors de la dernière journée, alors en tête, Blackburn est battu par Liverpool. Manchester United peut alors remporter le titre en cas de victoire mais n'obtient qu'un nul contre West Ham. Blackburn est donc champion et succède au double tenant du titre qu'était Manchester United. Shearer découvre, au cours de cette saison, la Coupe d'Europe, mais son équipe est, malgré un but de Shearer lors du match retour, éliminée dès le premier tour de la Coupe de l'UEFA par la formation suédoise de Trelleborgs FF. Shearer est élu meilleur joueur de l'année 1995.
Bien que Blackburn ne parvienne pas à conserver son titre de champion au cours de la saison 1995-1996, Alan Shearer fait preuve de régularité et d'un sens du but qui le conduit au titre honorifique de meilleur buteur de la premier league, avec un total de trente-et-un buts marqués. Blackburn ne finit qu'à une modeste septième place en championnat. Engagée en ligue des Champions, son équipe se fait sortir dès la phase de poules, alors que Shearer n'inscrit qu'un but sur pénalty, lors d'une victoire face au Rosenborg BK sur le score de 4-1.

### Newcastle, club de cœur (1996-2006)

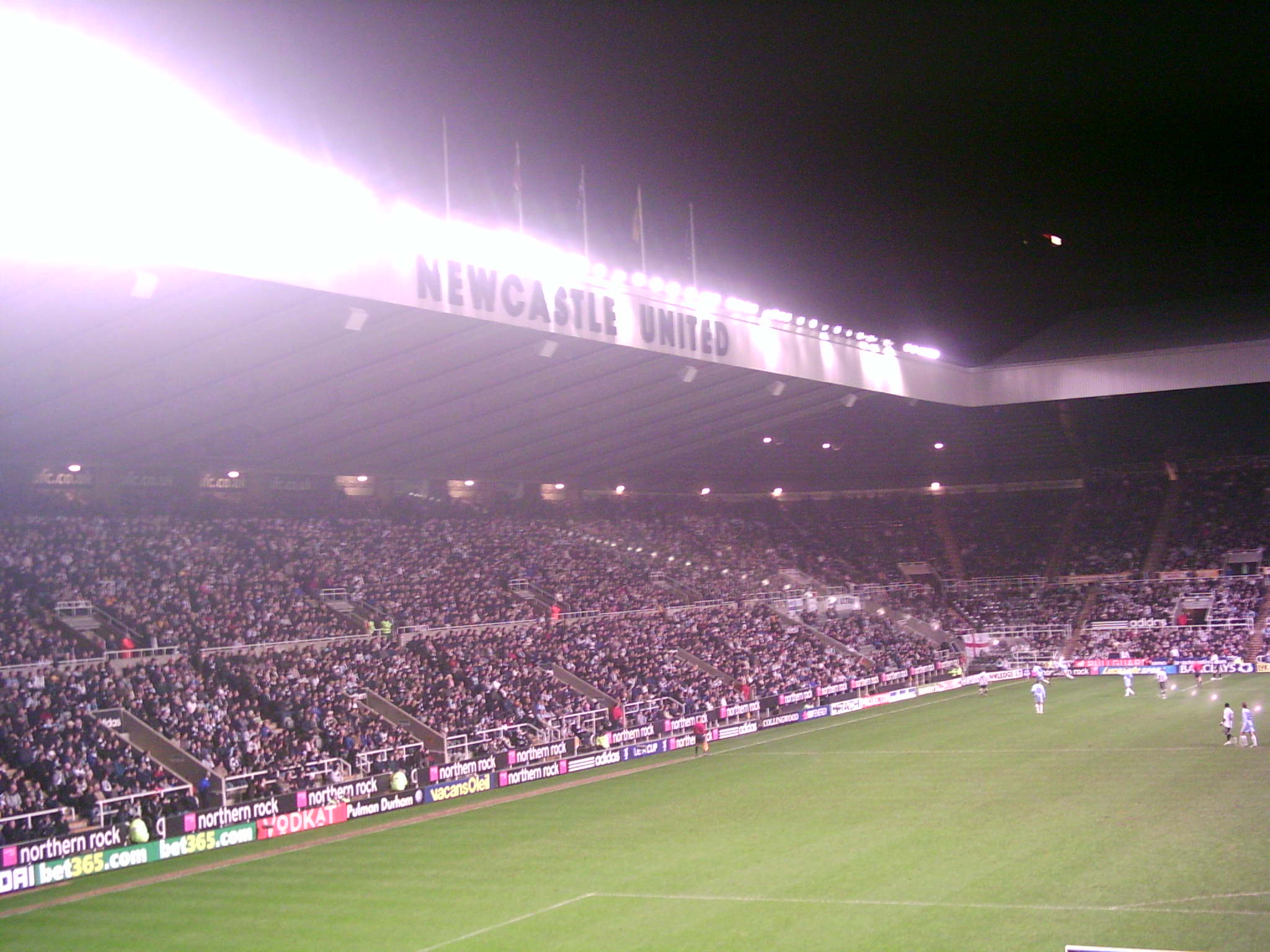
St James Park est le jardin d'Alan Shearer durant dix saisons.

Au retour du Championnat d'Europe des Nations 1996 qu'il dispute avec l'équipe nationale anglaise, Manchester United tente une nouvelle fois d'obtenir la signature du buteur le plus prolifique du football outre-Manche. Mais ce transfert, pourtant en bonne voie après que le buteur a rencontré Alex Ferguson, ne se concrétise pas, le propriétaire de Blackburn Jack Walker ne souhaitant pas céder son diamant aux Red Devils. Aussi, le 30 juin 1996, Shearer signe pour Newcastle United, le club de son cœur puisque celui qu'il supportait étant enfant, pour la somme record de 15 millions de livres, dans une équipe entraînée par son idole de jeunesse, Kevin Keegan.
Alan Shearer fait ses débuts sous ses nouvelles couleurs à Everton le 17 août 1996 et poursuit la saison sur le même rythme de ses trois précédentes, en empochant un troisième titre consécutif de meilleur buteur du championnat, avec un total de vingt-cinq réalisations pour trente-et-une parties disputées. Et ce malgré une blessure qui lui a fait manquer sept rencontres. Tous ses buts ne sont pourtant pas suffisants pour que les Magpies soient sacrés champions, et ils doivent se contenter d'une deuxième place, pour la seconde année consécutive.
Une autre blessure, beaucoup plus grave cette fois-ci, vient contrarier la progression de sa carrière. Lors d'un match amical de pré-saison disputé à Goodison Park, les ligaments de sa cheville le lâchent. Il ne joue en tout que dix-sept rencontres de la saison 1997-1998, et inscrit seulement deux buts, tandis que Newcastle termine dans les profondeurs du classement de premier league, à la treizième place. Cependant, United réalise un parcours honorable en FA Cup, Shearer réussissant le but victorieux lors de la demi-finale contre Shefield United. Mais lui et ses coéquipiers sont défaits en finale par Arsenal sur le score de 0-2. Un incident survenu durant une rencontre disputée contre Leicester City voit Shearer être accusé de mauvaise conduite par la Fédération anglaise de football. Une vidéo diffusée par les médias le montre en train de frapper à la tête de manière intentionnelle Neil Lennon. L'arbitre de la rencontre ne prit aucune sanction, mais il a été finalement disculpé de tout soupçon. Graham Kelly, l'ancien président de la fédération anglaise qui avait retenu des charges contre le joueur, a affirmé plus tard dans son autobiographie que Shearer avait menacé de se retirer de l'équipe nationale qui devait jouer la Coupe du monde 1998 si des charges à son encontre avaient été retenues. Une déclaration vivement démentie depuis par l'intéressé.

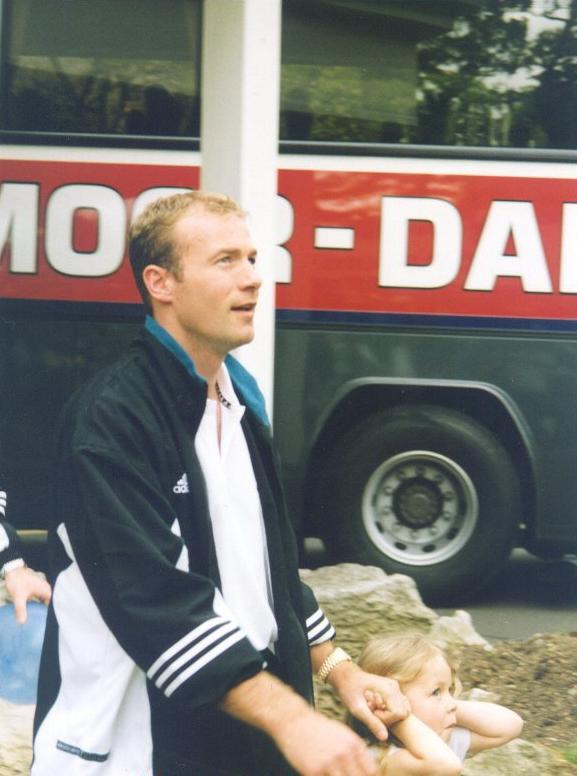
Alan Shearer en 1998 après la défaite en finale de la FA Cup

Une année passée sans quasiment jamais se blesser permet à Shearer de renouer avec son efficacité des saisons précédentes. Il retrouve son instinct de buteur, inscrivant quatorze buts en une trentaine de rencontres lors de la saison 1998-1999, mais Newcastle ne termine qu'à la treizième place du championnat, avec à sa tête un nouvel entraîneur en la personne de Ruud Gullit, lequel a remplacé Kenny Dalglish. Shearer est, une nouvelle fois, pour beaucoup dans la qualification des Magpies en finale de la Coupe d'Angleterre, et par conséquent dans la qualification du club pour la prochaine Coupe de l'UEFA. Cependant, son club s'incline encore en finale, face à Manchester United, sur le score de 0-2.
Devenu impopulaire, Ruud Gullit est remplacé par Bobby Robson, alors âgé de 66 ans, pour la saison 1999-2000. L'origine de ce renvoi est la mise à l'écart de Shearer de l'équipe titulaire contre le rival de toujours Sunderland (match perdu par Newcastle 1-2). Bien que le néerlandais lui avait confié le brassard de capitaine, les rapports entre les deux hommes se sont détériorés au fil du temps. Cette animosité a été confirmée quelques années plus tard par Gullit, qui a rapporté avoir dit au buteur qu'"il était le joueur le plus surestimé qu'il avait jamais vu". Avec désormais Robson aux commandes, le club se bat pour réintégrer la première partie de classement de Premier League, tandis que Shearer ne manque qu'un seul match de la saison, et inscrit un beau total de vingt-trois réalisations. En Cup, Newcastle atteint les demi-finales, mais est éliminé aux portes d'une troisième finale consécutive par Chelsea. Cette saison le voit également écoper du premier carton rouge de sa carrière lors de la première journée contre Aston Villa, après qu'Uriah Rennie, l'arbitre du match, lui a donné un second avertissement pour avoir abusé à plusieurs reprises de ses coudes.
Shearer vit une saison 2000-2001 particulièrement pénible et frustrante, parce que souvent blessé, alors qu'il vient pourtant de mettre un terme à sa carrière internationale au sortir du Championnat d'Europe des Nations, pour se consacrer uniquement à son club. Il ne dispute que dix-neuf rencontres de championnat, et marque seulement à cinq reprises. La saison 2001-2002 est bien meilleure puisqu'il inscrit vingt-trois buts en trente-sept matchs. Son club bénéficie directement du retour en forme de son buteur, puisqu'il termine à la quatrième place du Championnat, synonyme de qualification pour la prochaine Ligue des champions. Il s'agit alors du meilleur classement des Magpies depuis 1997. Un des incidents les plus notables de la saison voit Roy Keane, milieu de terrain de Manchester United, être expulsé après une altercation avec Alan Shearer au cours d'une victoire de Newcastle sur les Red Devils 4-3, en septembre 2001. Shearer aussi voit rouge pour la seconde fois de sa carrière lors de cette saison, après avoir à nouveau trop joué des coudes au cours d'un match contre Charlton Athletic. Mais le carton sera annulé par la suite, après revisionnage vidéo de la rencontre.
La saison 2002-2003 voit Shearer et Newcastle United faire leur grand retour en Ligue des Champions. Après avoir perdu ses trois premiers matchs de poules, Shearer marque contre le Dynamo Kiev et les Magpies battent la Juventus puis le Feyenoord Rotterdam, gagnant ainsi le droit de disputer la seconde phase de poules. Lors de celle-ci Shearer réussit notamment un hat-trick face à l'Inter Milan et termine la compétition avec un total de sept buts inscrits. En Premier League, il connaît la même réussite, en marquant dix-sept buts en trente-cinq matchs. À l'issue de cette saison, il a inscrit vingt-cinq buts toutes compétitions confondues, contribuant notamment fortement à la troisième place de Newcastle en championnat.
À l'aube de la saison 2003-2004, Newcastle dispute le tour préliminaire de la Ligue des Champions, mais est sorti aux tirs au but par le Partizan Belgrade, Shearer étant un de ceux qui ont manqué le sien. Reversés en Coupe de l'UEFA, les Magpies atteignent les demi-finales de l'épreuve, grâce entre autres aux six buts de son génial avant-centre, mais sont éliminés par l'Olympique de Marseille. En championnat, le robuste attaquant empile vingt-deux buts en trente-sept apparitions, mais ne parvient pas à hisser son club en Ligue des Champions, qui devra se contenter de l'UEFA.

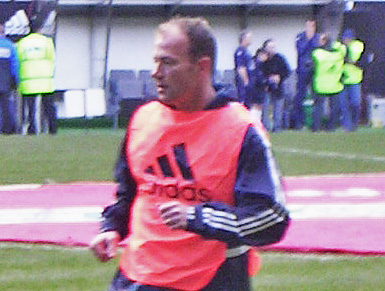
Shearer lors d'un entraînement en 2005

Après avoir annoncé qu'elle serait sans doute la dernière de sa carrière, la forme de Shearer est assez inégale lors de la saison 2004-2005 puisqu'il ne trouve le chemin des filets qu'à sept reprises en vingt-huit rencontres, tandis qu'United termine à une insipide quatorzième place en Championnat. Newcastle fait mieux en Coupe d'Europe, où il se hisse jusqu'en quarts-de-finale, seulement sorti par le Sporting Portugal, futur finaliste. Lors du premier tour, Shearer réussit un nouveau hat-trick, et inscrit en tout onze buts dans l'épreuve. Il marque aussi un but en Cup, avant d'être défait en demi-finale par Manchester United.
Convaincu par Graeme Souness, Shearer revient sur sa décision et décide finalement de poursuivre sa carrière. Au cours de cette saison 2005-2006, il bat le record vieux de quarante-neuf ans de Jackie Milburn, en dépassant les deux cents buts toutes compétitions confondues pour Newcastle United. Il marque le 201e le 4 février 2006 à domicile contre Portsmouth. Le 17 avril de cette même année, à seulement trois matchs de la fin de la saison, il se blesse aux ligaments du genou gauche, après avoir marqué son 206e et dernier but pour Newcatle, en 395 apparitions au total. À l'issue de son ultime saison, il a réussi dix buts en trente-deux matchs.

### En équipe nationale (1990-2000)
La carrière internationale d'Alan Shearer commence en 1990 lorsqu'il est sélectionné en équipe d'Angleterre espoirs par Dave Sexton. Il y inscrit au total treize buts en seulement onze apparitions, record resté inégalé depuis. Il remporte en 1991, le Festival International Espoirs - Tournoi Maurice Revello de Toulon. Vainqueur en finale face à la France de Zinédine Zidane, Alan termine meilleur joueur et meilleur buteur de la compétition avec 7 réalisations. Il détient le record de buts dans cette compétition avec l'attaquant Mexicain Marco Fabian. Cette incroyable efficacité avec les espoirs encourage le sélectionneur de l'équipe d'Angleterre, Graham Taylor, à le convoquer. Il fait ses grands débuts en février 1992 en match amical contre la France, lors duquel il marque un but (victoire 2-0). Un mois plus tard, il dispute son unique match avec l'Équipe d'Angleterre B. Annoncé comme le successeur de Gary Lineker à la pointe de l'attaque, Shearer n'apparaît pourtant que de manière intermittente au cours de la campagne de qualification pour la Coupe du monde 1994, à cause d'une blessure. Finalement, l'Angleterre échoue et ne se qualifie pas pour le Mondial américain.
Le championnat d'Europe 1996 est une expérience beaucoup plus positive, à la fois pour Alan Shearer et aussi pour la sélection anglaise. En tant que pays hôte, l'Angleterre est qualifiée d'office. Alors qu'il reste sur une série cauchemardesque de vingt-et un mois et douze rencontres sans avoir marqué, Shearer marque pour son entrée en lice dans la compétition dès la 22e minute de jeu contre les Suisses. Il marque à nouveau face à l'Écosse, puis encore à deux reprises contre les Pays-Bas, contribuant ainsi fortement à la qualification des Anglais pour le tour suivant. En quart de finale, les Anglais éliminent l'Espagne à l'issue de la séance des tirs au but, après que le score est resté nul et vierge à l'issue des cent vingt minutes de jeu. Shearer réussit le premier pénalty Anglais de la série. L'Angleterre est opposée à l'Allemagne en demi-finale, match au cours duquel Shearer ouvre la marque de la tête dès la troisième minute de jeu. Mais les Allemands égalisent quelques instants plus tard, et on doit avoir une nouvelle fois recours à la séance des tirs au but pour déterminer le vainqueur de cette rencontre. L'échec de Gareth Southgate condamne les Anglais, qui sont ainsi sortis aux portes de la finale. Cependant, avec cinq réalisations au total, Alan Shearer termine meilleur buteur de la compétition, et figure dans l'équipe type du tournoi, en compagnie de ses coéquipiers David Seaman et Steve McManaman.
Après cet Euro, le nouveau sélectionneur national Glenn Hoddle confie le brassard de capitaine à Shearer, qu'il porte pour la première fois le 1er septembre 1996 contre la Moldavie, à l'occasion d'un match qualificatif pour la Coupe du monde 1998. Il marque une fois au cours de cette rencontre, puis à deux reprises lors de la suivante, disputée contre la Pologne. Au total, il réussit cinq buts au cours de ces éliminatoires, après avoir encore marqué face à la Géorgie puis à nouveau aux dépens de la Pologne. Bien que n'ayant quasiment pas joué de la saison 1997-1998, Shearer est retenue dans la sélection qui dispute la phase finale de cette Coupe du monde en France. Avec Michael Owen pour partenaire d'attaque en remplacement de Teddy Sheringham, Shearer inscrit le premier but de l'équipe d'Angleterre lors de ce mondial contre la Tunisie au Stade Vélodrome de Marseille (victoire 2-0). Il s'agit de son unique but au cours de cette première phase. En huitièmes-de-finale, les Anglais sont opposés à un de leurs grands rivaux de toujours : l'Argentine. Au cours de la première période, Shearer transforme un pénalty, qui permet alors à son équipe d'égaliser 1-1. Après avoir mené 2-1, lui et ses partenaires sont rejoints au score 2-2 après que David Beckham, coupable d'un mauvais geste, a été expulsé. Finalement, c'est encore une fois après la fatidique séance de tirs au but que la sélection anglaise est sortie, après que la tentative de David Batty a été stoppée par le gardien argentin Carlos Roa. C'est la seule coupe du monde à laquelle Alan Shearer a pris part.
En septembre 1999, Shearer réussit son seul coup du chapeau avec la sélection lors d'un match qualificatif pour le Championnat d'Europe 2000 contre le Luxembourg. Celui-ci permet à l'Angleterre de disputer les barrages contre l'Écosse, qu'elle remporte au score cumulé après un match gagné 0-2 à Hampden Park et une défaite 0-1 à Wembley. Les Anglais gagnent ainsi leur qualification pour la phase finale de cet Euro. Alors qu'il approche de la trentaine, le buteur annonce qu'il a l'intention de mettre un terme à sa carrière internationale après ce tournoi. Lors du match d'ouverture disputé contre le Portugal, Shearer ne marque pas, mais y parvient lors de la rencontre suivante face à l'Allemagne, permettant ainsi aux siens de battre cette nation pour la première fois depuis la Coupe du monde 1966 en compétition officielle. Toutefois, une défaite concédée 2-3 face à la Roumanie condamne les Anglais, qui sortent de la compétition par la petite porte, malgré un ultime but de Shearer. Ce revers coïncide avec le dernier match international d'Alan Shearer.
Sur les soixante-trois sélections qu'il honore, Shearer porte à trente-quatre reprises le brassard de capitaine et inscrit trente buts, rejoignant ainsi Tom Finney et Nat Lofthouse en cinquième position des meilleurs buteurs de l'histoire de la sélection. Il est souvent fait état de son possible retour, notamment pour la Coupe du monde 2002 et l'Euro 2004, mais le concerné refuse toujours cette éventualité. Il dit aussi non à un poste d'adjoint de Steve McClaren après la Coupe du monde 2006, finalement attribué à Terry Venables.

### Entraîneur de Newcastle (2009)
Le 2 avril 2009, le comité directeur de Newcastle United annonce officiellement qu'Alan Shearer remplace Joe Kinnear comme entraîneur de l'équipe, ce dernier ne pouvant plus assumer la fonction en raison de problèmes de santé. Le héros de la ville dispose alors de huit matches pour sauver son club de cœur de la relégation, puisqu'il est dans la zone rouge, en dix-huitième position, avec deux points de retard sur le premier non relégable : les Blackburn Rovers.
Il s'assied sur le banc des Magpies pour la première fois le samedi 4 avril 2009 pour le compte de la trente-et-unième journée de championnat contre Chelsea. Malheureusement pour lui, ses débuts ne sont pas synonyme de succès puisque son équipe s'incline sur sa pelouse sur le score de 0-2. Une semaine plus tard, elle réussit à décrocher le point du match nul sur le terrain de Stoke City, mais encaisse une autre défaite à Tottenham huit jours après. Le 24 mai 2009, le club de Newcastle est finalement relégué à la suite d'une défaite contre Aston Villa.
Mais après quelques matchs de Championship, Mike Ashley laisse son poste à Derek Llambias qui remettra Shearer a son poste d'entraineur du NUFC qu'il connaît si bien et revient avec le plus grand soutien des supporters.

## Son style
Comme joueur, Alan Shearer a toutes les caractéristiques de l'attaquant britannique type. Son corps robuste lui confère une solidité certaine, mais il est aussi très habile balle aux pieds. Il peut également compter sur une frappe lourde et très puissante. Sur les deux cent six buts qu'il inscrit pour Newcastle United, quarante-neuf l'ont été de la tête, secteur de jeu où il se révèle très à l'aise. Plus tôt dans sa carrière, notamment lorsqu'il joue à Southampton, Shearer a un rôle plus créatif, et joue davantage pour ses coéquipiers. Il crée des espaces grâce à ses multiples courses croisées, tel un milieu de terrain classique qu'il est dans ses plus jeunes années. Capable de bien conserver le ballon, les défenseurs adverses se focalisent souvent sur lui ce qui lui permet de démarquer ses partenaires pour ensuite les servir dans les meilleurs dispositions.
Cependant, son style de jeu a parfois été au centre de vives critiques. On lui reproche notamment de trop se servir de son physique et de jouer des épaules de manière trop virulente. C'est d'ailleurs ce qui lui vaut les deux seules expulsions de sa carrière, bien que la seconde soit retirée par la suite. En plus de ces deux cartons rouges, il a en outre reçu cinquante-neuf avertissements au cours de sa carrière.
Il est considéré comme un spécialiste des tirs au but. Il les a toujours tirés, que ce soit en club ou en sélection nationale. Il a marqué quarante-cinq fois de cette manière à Newcastle, maillot sous lequel il a également inscrit cinq coups francs.

## Statistiques

### Générales
| Saison                | Club                  | Championnat           | Championnat | Championnat | Coupe nationale | Coupe nationale | Coupe de la Ligue | Coupe de la Ligue | Compétition(s) continentale(s) | Compétition(s) continentale(s) | Compétition(s) continentale(s) | Charity Shield | Charity Shield | Full Members Cup | Full Members Cup | Total | Total |
| Saison                | Club                  | Division              | M.          | B.          | M.              | B.              | M.                | B.                | Comp.                          | M.                             | B.                             | M.             | B.             | M.               | B.               | M.    | B.    |
| 1987-1988             | Southampton FC        | D1                    | 5           | 3           | -               | -               | -                 | -                 | -                              | -                              | -                              | -              | -              | -                | -                | 5     | 3     |
| 1988-1989             | Southampton FC        | D1                    | 10          | 0           | -               | -               | -                 | -                 | -                              | -                              | -                              | -              | -              | -                | -                | 10    | 0     |
| 1989-1990             | Southampton FC        | D1                    | 26          | 3           | 3               | 0               | 6                 | 2                 | -                              | -                              | -                              | -              | -              | -                | -                | 35    | 5     |
| 1990-1991             | Southampton FC        | D1                    | 36          | 4           | 4               | 2               | 6                 | 6                 | -                              | -                              | -                              | -              | -              | 2                | 2                | 48    | 14    |
| 1991-1992             | Southampton FC        | D1                    | 41          | 13          | 7               | 2               | 6                 | 3                 | -                              | -                              | -                              | -              | -              | 6                | 3                | 60    | 21    |
| Sous-total            | Sous-total            | Sous-total            | 118         | 23          | 14              | 4               | 18                | 11                | -                              | -                              | -                              | -              | -              | 8                | 5                | 158   | 43    |
| 1992-1993             | Blackburn Rovers      | PL                    | 21          | 16          | 0               | 0               | 5                 | 6                 | -                              | -                              | -                              | -              | -              | -                | -                | 26    | 22    |
| 1993-1994             | Blackburn Rovers      | PL                    | 40          | 31          | 4               | 2               | 4                 | 1                 | -                              | -                              | -                              | -              | -              | -                | -                | 48    | 34    |
| 1994-1995             | Blackburn Rovers      | PL                    | 42          | 34          | 2               | 0               | 3                 | 2                 | C3                             | 2                              | 1                              | -              | -              | -                | -                | 49    | 37    |
| 1995-1996             | Blackburn Rovers      | PL                    | 35          | 31          | 2               | 0               | 4                 | 5                 | C1                             | 6                              | 1                              | 1              | 0              | -                | -                | 48    | 37    |
| Sous-total            | Sous-total            | Sous-total            | 138         | 112         | 8               | 2               | 16                | 14                | -                              | 8                              | 2                              | 1              | 0              | -                | -                | 171   | 130   |
| 1996-1997             | Newcastle United      | PL                    | 31          | 25          | 3               | 1               | 1                 | 1                 | C3                             | 4                              | 1                              | 1              | 0              | -                | -                | 40    | 28    |
| 1997-1998             | Newcastle United      | PL                    | 17          | 2           | 6               | 5               | 0                 | 0                 | -                              | -                              | -                              | -              | -              | -                | -                | 23    | 7     |
| 1998-1999             | Newcastle United      | PL                    | 30          | 14          | 6               | 5               | 2                 | 1                 | C2                             | 2                              | 1                              | -              | -              | -                | -                | 40    | 21    |
| 1999-2000             | Newcastle United      | PL                    | 37          | 23          | 6               | 5               | 1                 | 0                 | C3                             | 6                              | 2                              | -              | -              | -                | -                | 50    | 30    |
| 2000-2001             | Newcastle United      | PL                    | 19          | 5           | 0               | 0               | 4                 | 2                 | -                              | -                              | -                              | -              | -              | -                | -                | 23    | 7     |
| 2001-2002             | Newcastle United      | PL                    | 37          | 23          | 5               | 2               | 4                 | 2                 | -                              | -                              | -                              | -              | -              | -                | -                | 46    | 27    |
| 2002-2003             | Newcastle United      | PL                    | 35          | 17          | 1               | 1               | 0                 | 0                 | C1                             | 12                             | 7                              | -              | -              | -                | -                | 48    | 25    |
| 2003-2004             | Newcastle United      | PL                    | 37          | 22          | 2               | 0               | 1                 | 0                 | C1+C3                          | 2+10                           | 0+6                            | -              | -              | -                | -                | 52    | 28    |
| 2004-2005             | Newcastle United      | PL                    | 28          | 7           | 4               | 1               | 1                 | 0                 | C3                             | 9                              | 11                             | -              | -              | -                | -                | 42    | 19    |
| 2005-2006             | Newcastle United      | PL                    | 32          | 10          | 3               | 1               | 2                 | 1                 | CI                             | 4                              | 2                              | -              | -              | -                | -                | 41    | 14    |
| Sous-total            | Sous-total            | Sous-total            | 303         | 148         | 36              | 21              | 16                | 7                 | -                              | 49                             | 30                             | 1              | 0              | -                | -                | 405   | 206   |
| Total sur la carrière | Total sur la carrière | Total sur la carrière | 559         | 283         | 58              | 27              | 50                | 32                | -                              | 57                             | 32                             | 2              | 0              | 8                | 5                | 734   | 379   |

## Palmarès

### En équipe nationale
- Vainqueur du Tournoi de Toulon en 1991
- Vainqueur du Tournoi de France en 1997 avec l'Angleterre.

### Avec Blackburn Rovers
- Vainqueur du Championnat d'Angleterre en 1995.

### Avec Newcastle United
- Finaliste de la coupe d'Angleterre en 1998 et 1999.

### Distinctions individuelles
- Élu joueur de l'année FWA de Premier League en 1994
- Élu joueur de l'année PFA de Premier League en 1995 et en 1997
- Élu meilleur joueur du mois de Premier League en novembre 1994, en septembre 1998, en décembre 2002 et en octobre 2003
- Meilleur buteur de Premier League en 1995 (34 buts) et en 1996 (31 buts) avec les Blackburn Rovers et en 1997 (25 buts) avec Newcastle
- Meilleur joueur et meilleur buteur du Tournoi de Toulon en 1991
- Meilleur buteur du Championnat d'Europe des Nations en 1996 (5 buts)
- Nommé dans l'équipe-type de Premier League en 1992, en 1993, en 1994, en 1995, en 1996 et en 1997
- Meilleur buteur de toute l'histoire toutes compétitions confondues de Newcastle United avec 206 buts (devant Jackie Milburn qui a inscrit 200 buts)
- Meilleur buteur de l'histoire de la Premier League avec 283 buts
- Meilleur buteur de toute l'histoire de Newcastle United en Coupe d'Europe avec 30 buts.
- Meilleur buteur de son club en 1995, en 1996, en 1997, en 1999, en 2000, en 2002, en 2003, en 2004, en 2005 et en 2006
- 34 fois capitaine de l'équipe d'Angleterre
- Admis à l'English Football Hall of Fame en 2004
- Nommé au FIFA 100 en 2004
- Integré au Premier League Hall of Fame en 2021[40]

## Hors du football

### Hommages et cérémonie en son honneur

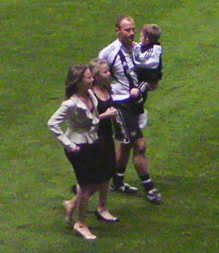
Shearer et sa famille lors de son jubilé.

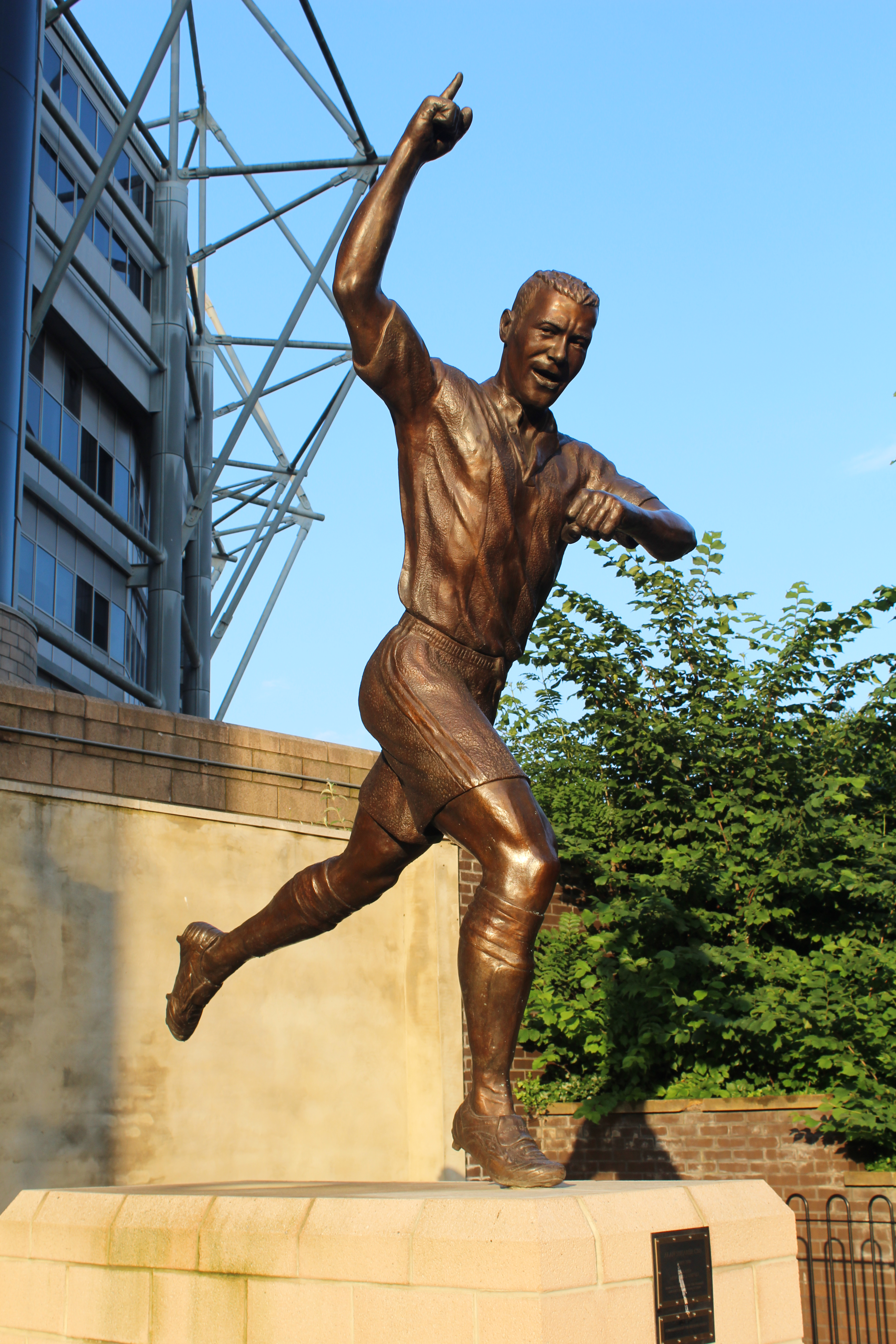
Statue en son honneur près du St James' Park.

En hommage à tout ce qu'Alan Shearer a fait pour le club de Newcastle United durant plus de dix années, le club a érigé une grande bannière à son effigie à l'extérieur du stade de St James' Park. D'une hauteur d'environ vingt-cinq mètres pour une longueur de trente-deux mètres, elle recouvre presque la moitié du Gallowgate End. La bannière est située à côté du bar nommé le Shearer's, ouvert en son honneur en 2005. Elle représente un Shearer géant avec un bras levé, de la même manière qu'il célèbre chacun de ses buts pendant sa carrière. On peut lire le message suivant : Thanks for ten great years. Cette fresque a été mise en vedette dans un reportage télévisé retraçant la carrière du joueur avec le club. Elle peut être vue de l'autre côté de la ville et aussi loin que Gateshead, ville située de l'autre côté de River Tyne. Elle est encore plus grande que le point de repère local qui est "The angel of the north".
Par ailleurs, Shearer est célébré à l'occasion d'un match contre le Celtic Glasgow, à l'issue duquel l'intégralité des recettes est reversée à des associations caritatives. À cause d'une blessure contractée quelques semaines auparavant, il ne peut pas prendre part à cette rencontre. Cependant, il donne le coup d'envoi et entre sur le terrain en fin de match afin de transformer un pénalty, donnant la victoire aux siens 3-2. Après la rencontre, il fait un tour d'honneur en compagnie de toute sa famille, dont son plus jeune fils qu'il prend dans ses bras.

### Vie privée
Shearer est marié à Lainya, qu'il rencontre à l'époque où il joue pour Southampton. Le couple vit d'abord chez ses parents, avant de s'unir par les liens du mariage le 8 juin 1991 à St James Church. Contrairement à beaucoup de femmes de joueurs de football professionnel, Lainya est décrite par son époux comme une personne tranquille et plutôt réservée.
Ils ont trois enfants : deux filles prénommées Holly et Chloé, et un garçon, le benjamin de la famille, qui s'appelle Will. Une des raisons qui pousse Shearer à poursuivre sa carrière de joueur en Angleterre est qu'il n'a jamais voulu déraciner les siens, alors qu'il a l'occasion de signer à la Juventus ou au FC Barcelone au moment de son départ pour les Blackburn Rovers.

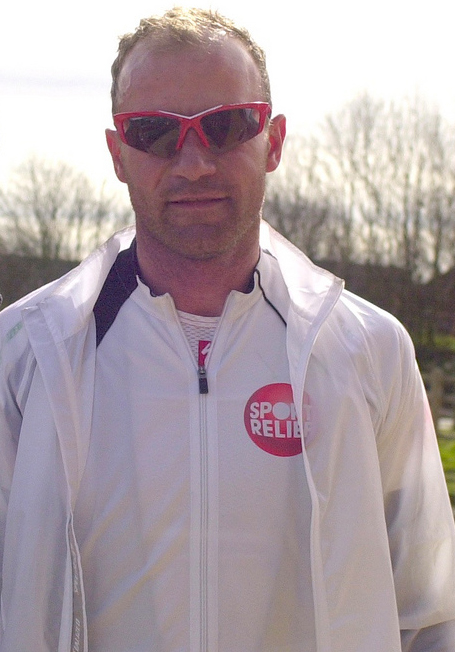
Alan Shearer lors de sa course de vélo pour Sport Relief.

### Carrière à la télévision
Il apparait dans le film Goal! naissance d'un prodige.
Après son retrait des terrains, Alan Shearer est devenu consultant pour l'émission Match of the day, diffusée sur la chaîne de télévision publique anglaise : la BBC. Pour celle-ci, il a également couvert la Coupe du monde 2006.

### Engagement humanitaire
Durant les plus beaux jours de sa carrière de footballeur, Alan Shearer est intervenu en faveur d'enfants défavorisés pour l'association caritative NPSCC.
Des recettes de son match d'adieux, il a reversé 1,64 million de livres à 14 associations différentes, dont 400 000 à l'NPSCC et 320 000 pour le centre Alan Shearer, un établissement de soins basé à West Denton, dans Newcastle. En 2006, il devient ambassadeur pour l'NPSCC. Il a travaillé aussi en relation avec "Dream Foundation". En 2006, l'ex-joueur fonde une académie de football portant son nom, qui aide au développement de jeunes footballeurs prometteurs.
En 2008, il reverse 300 000 livres à Sport Relief, à l'occasion d'une course de vélo disputée en compagnie du présentateur de l'émission Match of the day Adrian Chiles. Cette idée lui est venue après qu'un fan de cyclisme lui a demandé comment il occupe ses journées depuis l'arrêt de sa carrière de joueur.
En outre, Shearer joue et marque à deux reprises lors d'un match de bienfaisance disputé au Stade Wembley en faveur de l'UNICEF auquel prennent part plusieurs célébrités.